# Província marítima de Bilbao

Bandera de la província marítima de Bilbao

La província marítima de Bilbao és una de les trenta províncies marítimes en les quals el litoral espanyol està dividit. Comprèn des del meridià de la punta Santurrarán (43° 19′ 00″ N, 2° 24′ 00″ O / 43.31667°N,2.40000°O) fins al meridià de l'ensanada de Ontón (43° 21′ 00″ N, 3° 08′ 00″ O / 43.35000°N,3.13333°O). Limita a l'est amb la província marítima de Sant Sebastià i a l'oest amb la província marítima de Santander.
La capitania d'aquesta província està situada al port de Bilbao que és el port més important d'aquesta província.
D'est a oest consta dels següents districtes marítimes:
- Ondarroa (BI-4): Va des de la punta Santurraran fins a la punta Plantxagania.
- Lekeitio (BI-1): Va des de la punta Plantxagania fins al cap Ogonio.
- Bermeo (BI-2): Va des del cap Ogonia fins a la punta Barasorda.
- Bilbao (BI-3): Va de la punta Barasorda fins a l'ensanada d'Ontón.